# Jacob Beskow
Knut Jacob Beskow, född 13 januari 1876 i Hedvig Eleonora församling, Stockholm, död 28 januari 1928 i Oscars församling, Stockholm, var en svensk industriman och politiker (högerman). Han var finansminister 1921 och 1923–1924.

## Biografi
Beskow avlade 1896 avgångsexamen vid Kungliga Tekniska högskolans avdelning för kemisk teknologi. Han var kemist vid Konstgödningsfabriks AB i Landskrona 1896–1900, fabriksföreståndare vid Stockholms svavelsyrefabriks AB 1900–1902 och vid Skånska Superfosfat- och Svafvelsyrefabriks AB i Limhamn 1902–1904, överingenjör vid sistnämnda bolags samtliga fabriker 1904–1911 och vid Konstgödningsfabriks AB i Landskrona 1906–1909, verkställande direktör i AB Kemisk och elektrokemisk produktion, Helsingborg och Trollhättan 1915–1917, verkställande direktör i Statens industrikommission 1917 och ordförande där 1918. Han blev 1918 chef för Höganäsverken.
Beskow inträdde 23 februari 1921 som finansminister i Oscar von Sydows ministär och avgick samtidigt med denna 13 oktober samma år. Han återkom på posten i Ernst Tryggers ministär 1923–1924. Som finansminister arbetade han för guldmyntfotens återinförande, vilket kröntes med framgång 1924. Han vidtog även reformer inom budgetens område, särskilt för att omlägga budgetåret.
Vid valet 1924 invaldes Beskow som ledamot av riksdagens andra kammare för mandatperioden 1925–1928. Han kom dock endast att sitta under 1925 års riksdag, och avgick sedan då han utsågs till generaldirektör och chef för Domänstyrelsen.
Beskow var ordförande i Helsingborgs drätselkammare 1915–1918, ledamot av Malmöhus läns landsting 1916–1917 och ordförande i Helsingborgs stadsfullmäktige 1919. Han invaldes som ledamot av Fysiografiska Sällskapet i Lund 1918, Ingenjörsvetenskapsakademien 1919 samt var dess preses från 1923, och Lantbruksakademien 1925.

### Privatliv
Jacob Beskow var son till kaptenen Karl Henrik Reinhold Beskow och Maria Albertina, född Almquist. Han var från 1904 gift med Ester Katarina Olsen (1878–1951). Makarna är gravsatta på Norra begravningsplatsen utanför Stockholm.

## Utmärkelser och ledamotskap
- Riddare av Nordstjärneorden, 1918.
- Kommendör av andra klassen av Nordstjärneorden, 1921.
- Ledamot av Kungl. Fysiografiska Sällskapet i Lund, 1918.
- Ledamot av Kungl. Ingenjörsvetenskapsakademien, 1919.
- Ledamot av Kungl. Lantbruksakademien, 1925.